# Sinornithosaurus millenii
Sinornithosaurus millenii es una especie y tipo del género extinto Sinornithosaurus (gr. "lagarto ave de China") de dinosaurio terópodo dromeosáurido, que vivió a principios del período Cretácico, hace aproximadamente entre 124,6 y 122 millones de años, en el Aptiense, en lo que hoy es Asia.  Encontrado en la Formación Yixian de China. Cuando se encontró en 1999 causó gran sensación porque era el quinto dinosaurio no aviar con plumas descubierto. Fue recogido del sitio de Sihetun en Liaoning occidental. Estaba en la capa 6, Chaomidianzi, en la porción inferior de Yixian, en el Grupo Jehol.